# San Vicente de Garma
San Vicente de Garma es una localidad del estado mexicano de Guanajuato. Es parte del municipio de Valle de Santiago.

## Toponimia
El nombre «San Vicente» hace referencia al santo patrono de la localidad: Vicente de Paúl.

## Demografía
| Gráfica de evolución demográfica |
|                                  |

| Censo | Población |
| ----- | --------- |
| 1910  | 556       |
| 1921  | 505       |
| 1930  | 500       |
| 1940  | 308       |
| 1950  | 401       |
| 1960  | 217       |
| 1970  | 595       |
| 1980  | 674       |
| 1990  | 880       |
| 2000  | 692       |
| 2010  | 867       |
| 2020  | 1 016     |